# Protestantyzm w Liberii
Protestantyzm w Liberii – wyznawany jest przez co najmniej jedną czwartą społeczeństwa. Są także statystyki które mówią o liczbie 76%. Największe wyznania stanowią: zielonoświątkowcy (7,7%), metodyści (ok. 5%), baptyści (ok. 4%) i luteranie (ok. 3%).
Protestantyzm dotarł do Liberii na początku XIX wieku przez uwolnionych niewolników ze Stanów Zjednoczonych, którzy osiedlili się w Liberii. Pierwszymi misjonarzami byli dwaj baptystyczni pastorzy którzy rozpoczęli pracę misyjną w 1822 roku. W 1833 roku przybył pierwszy misjonarz metodystów.
Największe denominacje w 2010 roku, według Operation World:
| Kościół                                      | Liczba członków | Liczba wiernych | Procent ludności |
| -------------------------------------------- | --------------- | --------------- | ---------------- |
| Zjednoczony Kościół Metodystyczny            | 130 769         | 170 000         | 4,14%            |
| Konwencja Baptystyczna                       | 72 000          | 138 000         | 3,36%            |
| Kościoły Luterańskie                         | 44 500          | 89 000          | 2,17%            |
| Zbory Boże                                   | 29 075          | 66 000          | 1,61%            |
| Kościół Pana „Aladura”                       | 20 800          | 52 000          | 1,27%            |
| Kościół Adwentystów Dnia Siódmego            | 22 500          | 45 000          | 1,1%             |
| African Christian Fellowship International   | 21 000          | 42 000          | 1,02%            |
| Kościół Episkopalny                          | 25 325          | 39 000          | 0,95%            |
| Zielonoświątkowe Zbory Świata                | 15 600          | 39 000          | 0,95%            |
| Zjednoczony Kościół Zielonoświątkowy         | 19 461          | 32 500          | 0,79%            |
| United Liberian Inland Church                | 10 000          | 28 000          | 0,68%            |
| Afrykański Kościół Metodystyczno-Episkopalny | 11 588          | 27 000          | 0,66%            |
| Betel World Outreach                         | 12 500          | 25 000          | 0,61%            |